# Таборы (Северодвинск (городской округ))
Таборы — деревня в муниципальном образовании «Северодвинск» Архангельской области России.

## География
Деревня находится на берегу озера Нижнее Трестяное, на расстоянии 14 км к югу-западу от города Северодвинск, административного центра округа. Возле деревни находятся озёра Среднее Трестяное и Кудьмозеро. 

### Часовой пояс
Деревня Таборы, как и вся Архангельская область, находится в часовой зоне МСК (московское время). Смещение применяемого времени относительно UTC составляет +3:00.

## Население
| 2002 | 2010 |
| ---- | ---- |
| 0    | →0   |

## Улицы
В деревне имеется одна улица: Кудемское шоссе. 

## Транспорт
На Кудемское шоссе расположена автобусная остановка. Возле деревни проходит Кудемская УЖД.

## Известные уроженцы
- Додонов, Валентин Яковлевич (1910—1972) — советский военачальник, генерал-лейтенант.

## Галерея

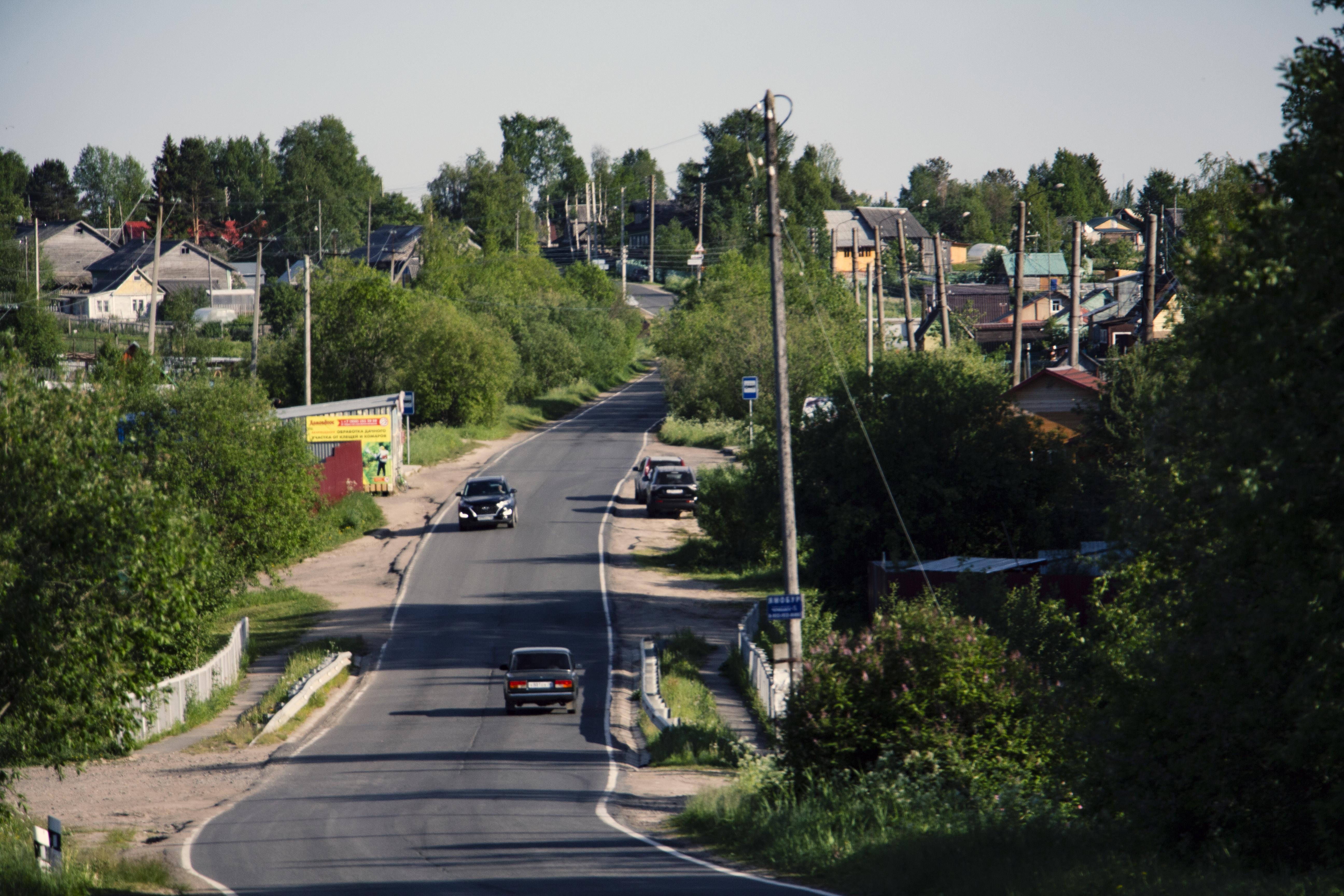
Кудемское шоссе, понижение к реке Столешный исток.
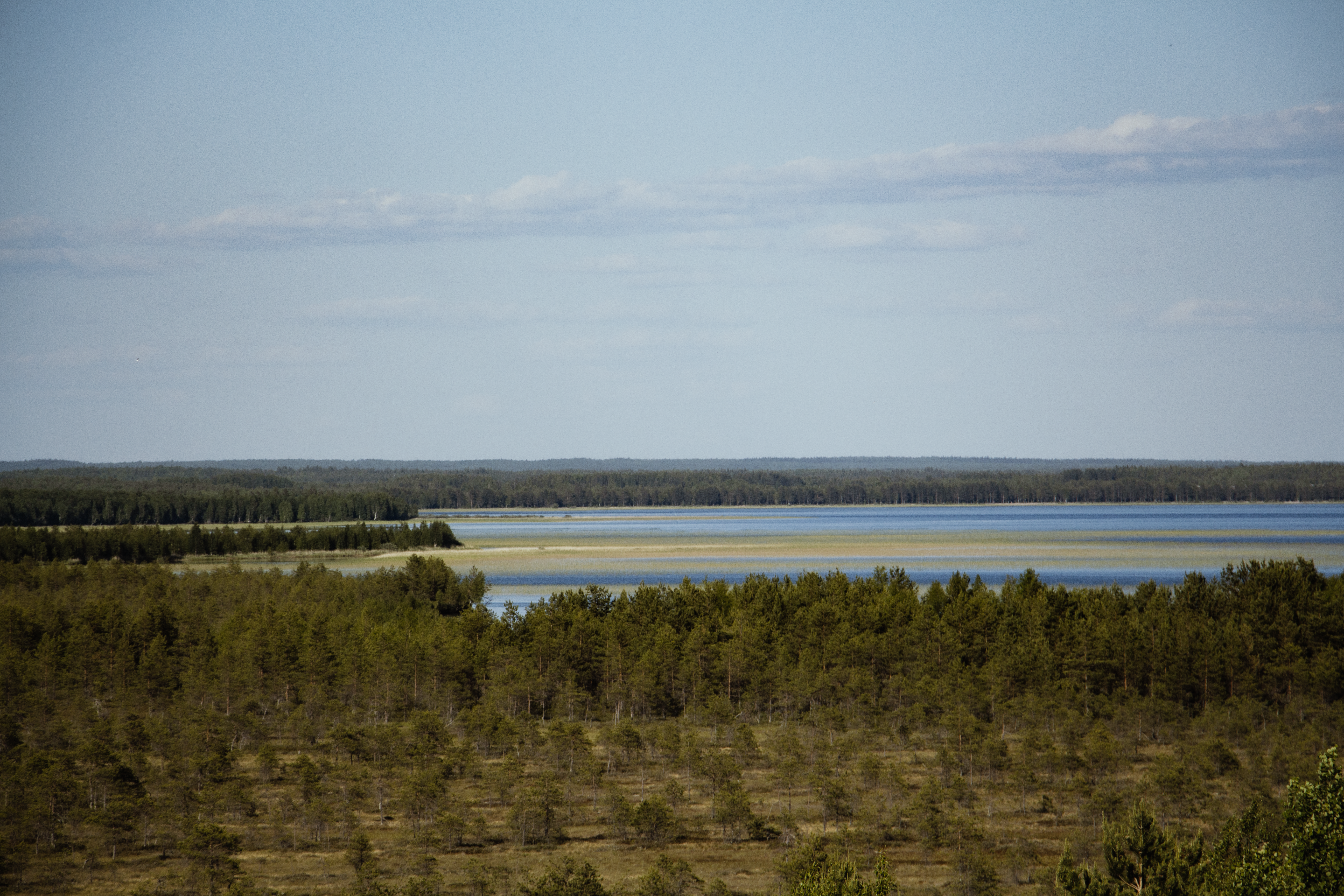
Вид на Кудьмозеро
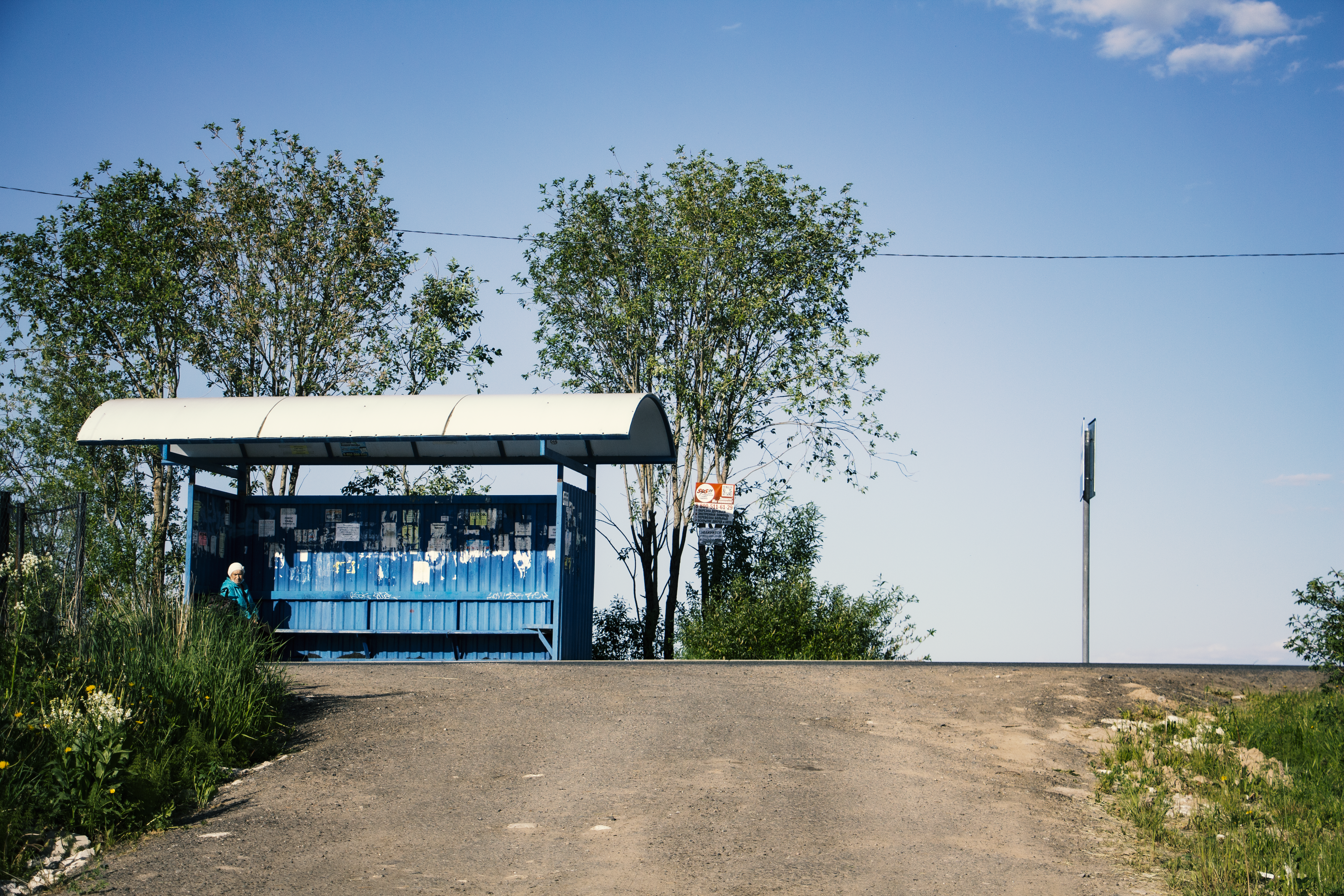
Остановка в Таборах на Кудемском шоссе

## Карты
- Топографическая карта Q-37-128,129,130. Архангельск — 1 : 100 000
- Топографическая карта Q-37-33_34.
- Таборы. Публичная кадастровая карта